# Quilly, Loire-Atlantique
Quilly (bretonsko Killig) je naselje in občina v francoskem departmaju Loire-Atlantique regije Loire. Leta 2012 je naselje imelo 1.334 prebivalcev.

## Geografija
Kraj leži v pokrajini Bretaniji 36 km severovzhodno od Saint-Nazaira, 50 km severozahodno od Nantesa.

## Uprava
Občina Quilly skupaj s sosednjimi občinami Blain, Bouée, Bouvron, Campbon, La Chapelle-Launay, Cordemais, Le Gâvre, Lavau-sur-Loire, Malville, Prinquiau, Saint-Étienne-de-Montluc, Savenay in Le Temple-de-Bretagne sestavlja kanton Blain; slednji se nahaja v okrožju Saint-Nazaire.

## Zanimivosti
- cerkev sv. Solena iz sredine 19. stoletja,
- kapela Notre-Dame de Planté.